# Дмитриевское сельское поселение (Приморский край)
Дмитриевское се́льское поселе́ние — сельское поселение в Черниговском районе Приморского края.
Административный центр — село Дмитриевка.

## История
Статус и границы сельского поселения установлены Законом Приморского края от 11 октября 2004 года № 146-КЗ «О Хорольском муниципальном районе»

## Население
| 2008  | 2010  | 2011  | 2012  | 2013  | 2014  | 2015  |
| ----- | ----- | ----- | ----- | ----- | ----- | ----- |
| 3935  | ↘3314 | ↘3307 | ↘3236 | ↘3175 | ↘3105 | ↘3093 |
| 2016  | 2017  | 2018  | 2019  | 2020  | 2021  |       |
| ↘3051 | ↗3066 | ↘2995 | ↘2956 | ↘2918 | ↘2524 |       |

## Состав сельского поселения
В состав сельского поселения входят 6 населённых пунктов:
| № | Населённый пункт | Тип населённого пункта       | Население |
| - | ---------------- | ---------------------------- | --------- |
| 1 | Дмитриевка       | село, административный центр | ↘1302     |
| 2 | Искра            | село                         | ↘124      |
| 3 | Майское          | село                         | ↘623      |
| 4 | Меркушевка       | село                         | ↘466      |
| 5 | Синий Гай        | село                         | ↘435      |
| 6 | Тиховодное       | железнодорожная станция      | ↗66       |

## Местное самоуправление
Администрация
Адрес: 692397, с. Дмитриевка, ул. Ленинская, 64. Телефон: 8 (42351) 24-9-16
Глава администрации
- Самойленко Борис Иванович